# Pyridostigmin
Pyridostigmin ist ein indirektes Parasympathomimetikum, das als Cholinesterase-Hemmstoff wirkt und vor allem zur Therapie der Myasthenia gravis eingesetzt wird. Es wird pharmakologisch als Bromid-Salz (Pyridostigminbromid) eingesetzt.

## Wirkungen
Pyridostigmin hemmt das Enzym Acetylcholinesterase. Dadurch steigt die Konzentration des Botenstoffes Acetylcholin an der motorischen Endplatte, was zur Antagonisierung von nichtdepolarisierenden Muskelrelaxantien und zur Behandlung der Myasthenia gravis genutzt wird. Auch an den Synapsen des parasympathischen Nervensystems steigt die Acteylcholin-Konzentration, weshalb Pyridostigmin auch bei einer Darm-Atonie oder einem Harnverhalt eingesetzt wird.
Unter anderem im Zweiten Golfkrieg (1991) wurde Pyridostigmin aufgrund dieser Wirkung zur Prophylaxe gegen Vergiftungen mit chemischen Kampfstoffen auf Cholinesteraseinhibitor-Basis verwendet.
Aus der Steigerung des Acetylcholin-Spiegels ergeben sich auch unerwünschte Wirkungen. Es können Akkommodationsstörungen des Auges, Durchfall, Bauchkrämpfe, Erbrechen, Übelkeit, Speichelfluss und Bradykardien auftreten. Bei Patienten mit obstruktiven Atemwegserkrankungen kann es zur gefährlichen Verengung der Bronchien (Bronchokonstriktion) kommen. Bei Überdosierung kommt es zu einer cholinergen Krise, die neben den erwähnten Symptomen vor allem eine Schwächung der Atemmuskulatur bewirkt.

## Gegenanzeigen
Kontraindiziert ist Pyridostigmin bei mechanischen Verschlüssen des Darmtraktes oder der Harnwege. Auch bei Asthma bronchiale und beim Glaukom darf es nicht eingenommen werden. Zu Wirkungen in Schwangerschaft und Stillzeit liegen keine ausreichenden Daten vor; eine Anwendung sollte nicht erfolgen.

## Pharmakokinetik
Die Bioverfügbarkeit bei peroraler Gabe ist aufgrund der geringen Absorption niedrig und stark schwankend (etwa 20 %). Wie Neostigmin und Distigmin ist Pyridostigmin eine quartäre Ammoniumverbindung, die nicht die Blut-Hirn-Schranke überwindet. Die Plasmahalbwertszeit beträgt ein bis zwei Stunden, die Ausscheidung erfolgt mehrheitlich über die Niere. Dies geschieht teils über Stoffwechselprodukte (Metaboliten), teils in unveränderter Form.

## Handelsnamen
Kalymin (D), Mestinon (D, A, CH)